# Aleksej Il'ič Čirikov
Aleksej Il'ič Čirikov (in russo Алексей Ильич Чириков?; Dubenskij rajon, 24 dicembre 1703 – Mosca, 4 giugno 1748) è stato un navigatore ed esploratore russo; assieme a Bering fu il primo russo a raggiungere la costa nordoccidentale dell'America del Nord. Scoprì e mappò alcune delle isole Aleutine mentre sostituì Vitus Bering durante la seconda spedizione in Kamčatka.

## Biografia
Nel 1721 Čirikov completò gli studi presso l'Accademia Navale. Nel 1725-1730 e nel 1733-1743 fu subordinato di Vitus Bering durante la prima e la seconda spedizione in Kamčatka.
Nel maggio 1741 Čirikov a bordo della Svjatoj Pavel (San Paolo), e Vitus Bering a bordo della Svjatoj Pëtr (San Pietro), partirono da Petropavlovsk-Kamčatskij diretti ad est. Dopo il 20 giugno furono separati da una tempesta e non si riunirono più. Il 15 luglio 1741 Čirikov avvistò la terra di Baker Island al largo dell'isola Principe di Galles all'estremità meridionale dell'Alaska sud-orientale. Si trovava circa 700 km a sudest dell'approdo di Bering nei pressi di monte Saint Elias all'estremità settentrionale del panhandle.
Incapace di trovare un porto ripartì verso nord lungo Baranof Island oltre l'ultima base russa di Sitka. Inviò una barca a cercare un punto di ancoraggio. Quando non fece ritorno dopo una settimana ne mandò una seconda ma anche questa non tornò. Senza altre barche piccole, Čirikov non aveva modo di cercare le barche disperse o di sbarcare sulla costa per esplorare o per fare rifornimento di provviste ed acqua fresca. Dopo aver aspettato più tempo possibile, abbandonò le barche al loro destino ed il 27 luglio ripartì verso ovest. Avvistò la penisola di Kenai, l'isola Kodiak e l'isola di Adak nella parte occidentale delle isole Aleutine. Quasi a corto d'acqua raggiunse Petropavlovsk il 12 ottobre 1741.
Nel 1742 Čirikov fu incaricato di organizzare una spedizione di recupero alla ricerca della Svjatoj Pëtr di Bering. Durante il viaggio scoprì l'isola di Attu. Čirikov partecipò alla stesura della mappa delle scoperte russe nell'oceano Pacifico (1746). Il nome di Čirikov è stato dato a capi delle isole di Kyūshū e Attu, delle baie di Anadyr' e del Tauj, ad una montagna sommersa nell'oceano Pacifico, all'isola di Chirikof ed a capo Čirikov nel punto più occidentale di Baker Island.